# دریای جنوب
دریای جنوب (ایتالیایی: Mari del sud) یک فیلم کمدی ایتالیایی به کارگردانی «مارچلو چزنا» است که در سال ۲۰۰۱ منتشر شد.

## بازیگران
- دیگو آباتانتوئونو
- بیکتوریا آبریل
- انتسو کاناواله
- فیامتا بارالا
- ناندو گادزولو
- جولیانا کالاندرا
- باربارا بوشه
- انتسو یاکتی
- لوچیا اوکونه